# Kim Bohjon
Kim Bohjon (hangul: 김보현, handzsa: 金輔鉉, RR: Kim Bo-hyŏn; Mangjongde (Man'gyŏngdae), 1871. október 3. – Phenjan, 1955. szeptember 2.) koreai függetlenségi aktivista, hazafi, Kim Ungu (Kim Ŭng-u) koreai nemzeti hős fia, továbbá Kim Ir Szen (Kim Il-sung), az észak-koreai örökös elnök nagyapja.

## Élete
A Csoszon (Joseon)beli Mangjongde (Man'gyongdae) településen született (ma Phenjan része) paraszti családban, Kim Ungu (Kim Ŭng-u) és egy bizonyos Ri családból származó hölgy első fiúgyermekeként. Felesége Ri Boik (Ri Bo-ik) (리보익; 1876–1959) volt, akitől 3 fiúgyermeke: Kim Hjongdzsik (Kim Hyŏng-jik) (김형직; Kim Ir Szen (Kim Il-sung) észak-koreai elnök édesapja), Kim Hjongnok (김형록; 金亨祿, Kim Hyŏng-rok), és Kim Hjonggvon (김형권; 金亨權, Kim Hyŏng-gwŏn), illetve három lánygyermeke: Kim Guilljo (김구일녀; 金九日女, Kim Gu-il-lyŏ), Kim Hjongsil (김형실; 金亨實, Kim Hyŏng-sil) és Kim Hjongbok (김형복; 金亨福, Kim Hyŏng-bok) született.
1955 szeptemberében hunyt el, 83 évesen. A mangjongde (man'gyŏngdae)-i temetőben helyezték végső nyugalomra, ahol mellszobrot is állítottak neki.

## Emléke
1994. augusztus 11-én a korábbi Mezőgazdasági Tisztviselői Szakképző Egyetemet (농업간부재교육대학, Nongop Kanbu Csegjojuk Tehak (Nongŏp Kanbu Chaegyoyuk Taehak)) a Központi Népi Bizottság Kim Bohjon (Kim Bo-hyŏn) Egyetemre keresztelte át.